# 石井記者事件
石井記者事件（いしいきしゃじけん）とはジャーナリストの取材源の秘匿に絡む日本の事件および訴訟。

## 概要
1949年4月24日に松本税務署員収賄容疑事件について4月25日に松本市警察が松本簡易裁判所に逮捕状を請求したことを容疑事実とともに4月26日付の『朝日新聞』長野版で朝日新聞松本支局の記者である石井が報道した。この『朝日新聞』の報道について、国家公務員がこれを漏らした容疑が浮上したため、松本市警察は国家公務員法の守秘義務違反の関係証人として朝日新聞松本支局記者に出頭を求めたが、石井はこれを拒否した。長野地方検察庁は刑事訴訟法第226条によって、起訴前の判事の強制尋問を長野地裁に請求して、5月16日に長野地裁は石井記者を召喚し、「氏名不詳の国家公務員法違反事件」の証人として宣誓を求めたが、石井は宣誓・証言を拒絶した。それにより、石井は長野地検によって証言拒否罪で起訴された。
1949年10月5日に長野簡裁は「新聞記者の証言拒否は正当な業務行為といいがたい」として、石井に罰金3000円を言い渡した。石井は控訴したが、1950年7月19日に東京高等裁判所は「取材源の秘匿が新聞界の倫理として存在していることは十分首肯し得る」「他の一般営利企業の場合のそれと同実に論じ得ないこともこれを肯定せざるを得ない」としながら、「刑事訴訟法が一般国民に対し厳格な証言義務を規定しているのは国家の最も重要な任務の一つである適正な司法権の行使として社会公共の福祉のため絶対に必要なことで、これがため表現の自由に障害を与える結果になっても、これは自由に対する制約というべき」として控訴を棄却し、有罪判決を維持した。これに対し石井は上告した。
1952年8月6日に最高裁判所は「日本の現行刑事訴訟法では証言拒絶権が認められるのは極めて例外的であり、新聞記者の証言拒絶権については条文で列挙されていない」として上告を棄却し、石井の有罪判決が確定した。

## その他
- 当時長野地検検事だった鶴田正三元前橋地検検事長によると、当時長野市に置かれていたGHQ軍政部に不正告発の投書がある中で、松本税務署員収賄容疑事件についても投書があったことを軍政部が問題視したことで長野地検による刑事捜査が進んだとしている[3]。
- 石井は1942年3月に病気で神奈川県の師範学校を中退後、朝日新聞社に送った記者志望の手紙が通信部長の目に留まって採用されたが、事件直後に横浜支局に転勤となり、一審が始まる直前の1949年7月末に公判対策のため朝日新聞東京本社調査部に移り、以後1984年まで東京本社調査部で過ごした[3]。